# Чухломка (Ветлужский район)
Чухломка — деревня в Ветлужском районе Нижегородской области. Входит в состав Макарьевского сельсовета.

## География
Деревня расположена на правом берегу реки Ветлуга.

## Население
По данным на 1999 год, численность населения составляла 9 человек.